# Takács Kincső
Takács Kincső (Győr, 1993. szeptember 17. –) világ- és Európa-bajnok magyar női kenus. Ezen kívül háromszoros U23-as Európa-bajnok és ötszörös U23-as világbajnok.

## Sportpályafutása
2000-ben kezdődött pályafutása, általános iskola 1. osztályában, az akkori még Győri Vízisport Klubban (ma: Graboplast Győri Vízisport Egyesület). Ekkor még a kajakozással próbálkozott, amit 10 éven keresztül űzött több edző mellett is, ezek közül legutolsó Fazekas Tibor volt. 2010-ben nyáron kipróbálta a kenut, és a szezon utolsó versenyén el is rajtolt, amiről végül pályaelhagyás miatt kizárták. Ez nem riasztotta vissza  ennek a sportnak az edzéseitől. Kezdetben Horváth Péter és Szabados Krisztián volt az edzője, ma már csak Szabados Krisztián oldalán csinálja az edzéseket.
2011-ben még ifjúsági korúként mindkettő felnőtt és a második ifjúsági válogatót megnyerte egyesben 200 m-en, így ő utazhatott a felnőtt Európa- és világbajnokságra és az ifjúsági Világbajnokságra is. A felnőtt Európa-bajnokságon egyesben a 4. helyezést sikerült megszereznie, míg párosban Obermayer Dorinával az oldalán a 2. helyen futottak be a fehérorosz hajó mögött. Ugyanebben az évben a szegedi világbajnokságon egyesben 6., párosban Baravics Gyöngyvérrel a 3. helyen értek célba. Az ifjúsági világbajnokságról sem érem nélkül érkezett haza. C1 200m-en a 2. helyen végzett. Szabó Borbálával párosban pedig a 4. helyezést szerezték meg.
A 2012-es év is hasonlóan jól alakult életében. Mind a felnőtt és az utánpótlás Európa-bajnokságra kijutott. A zágrábi felnőtt Eb-n szintén ő állhatott rajthoz egyesben 200 m-en és párosban 500 m-en Lakatos Zsanettel. C1-ben a 6. helyet, párosban az első helyet sikerült megszerezniük, így a felnőtt Európa-bajnoki címet is elnyerte. A portugáliai U23-as Európa-bajnokságon a 2011-es párjával, Baravics Gyöngyvérrel párosban és egyesben is az első helyen futott be a hajója, így U23-as Európa-bajnok is lett.
2013-ban ellenfélre talált Lakatos Zsanettben, és már nem volt egyértelmű a válogatókon való elsősége. A felnőtt Európa-bajnokságon még ő állhatott oda a rajthoz egyesben, ahol a 3. helyet sikerült megszereznie. Párosban Zsanettal elsők lettek. Ezután nem sikerült az itthoni válogatókat megnyernie, így párja Zsanett indulhatott a korosztályos Európa- és világbajnokságon, illetve a felnőtt világbajnokságon is. Ahogy a portugáliai felnőtt Európa-bajnokságon, úgy az U23-as poznani Eb-n és a kanadai vb-n sem találtak ellenfélre párosban. A Duisburgi felnőtt világbajnokságon a kanadai hajó mögött a második helyen sikerült célba érniük.
Az Európa-bajnokságon Elsők lettek Lakatos Zsanettel, a fehérorosz és az orosz hajó előtt, ezt megismételték a világbajnokságon is. Emellett a világbajnokság előtt  elsők lettek párosban az U23-as vb-n.
Az Európa bajnokságon másodikok lettek. Ezután új technikája lett, és így már nem volt elsőbbsége Lakatosnak a válogatókon. Montemorban az ifjúsági és U23-as vb-n egyesben már ő indult , és 200 méteren világbajnok lett 1 hajó különbséggel megelőzve az ecuadori Anggie Avegnot, és bekerült egy új versenyszám is az 500 méter, ahol 3 hajóval magabiztos versenyzéssel legyőzte riválisait. Nem 500 méter volt a nőknél kenu kettesben, hanem 200 méter, ott másodikok lettek Zsanettel a fehérorosz hajó mögött. A gyorsasági felnőtt vb-n ő indulhatott egyesben, ahol második lett , egytizeddel maradt le a bolgár Stamenovától, így ezüstérmet szerzett.  C2 500 méteren végül harmadikok lettek, a fehéroroszok, és az oroszok mögött.
A 2016-os ifjúsági és U23-as gyorsasági kajak-kenu világbajnokságon Minszkben C2 500 m-en aranyérmes, míg C2 200 m-en ezüstérmes lett; mindkét számban Balla Virággal.
Ugyancsak Balla Virággal a 2016-os gyorsasági kajak-kenu Európa-bajnokságon Moszkvában C2 500 m-en bronzérmet szerzett.
2017-es világkupa-sorozat első helyszínén, a portugáliai Montemor-o-Velhóban C1 200 m-en és C1 5000 m-en ezüstérmes, míg C2 500 m-en (Balla Virággal) aranyérmes lett.
A 2018-as világbajnokságon C2 500 méteren Balla Virággal ezüstérmet szerzett.
Belgrádban az Európa-bajnokságon C2-500 méteren és 200 méteren is elsők lettek Balla Virággal.
A 2019. évi Európa-játékokon aranyérmet szerzett Balla Virággal C2 500 méteren.
A  2019-es világbajnokságon Balla Virággal ezüstérmes  C2 500 méteren és C2 200 méteren is.
2019-ben Tokióban C2 500 méteren megnyerte párostársával az előolimpiát.
2020-ban magyar bajnokságot nyert  C1-200 méteren, C2-500 méteren és C2-200 méteren.
A szegedi világkupán C2-500 méteren másodikként ért célba Balla Virággal.
Poznanban, az Európa-bajnokságon C2-200 méteren ezüst , C2-500 méteren bronzérmet nyert párosban Balla Virággal.
A tokiói olimpián kenu egyes 200 méteren 14. helyen végzett. Kenu kettes 500 méteren Balla Virággal az 5. helyen végzett.

## Magyar bajnokság
|             | 2010    | 2011 | 2012 | 2013    | 2014 |
| ----------- | ------- | ---- | ---- | ------- | ---- |
| C1 200m     | -       | 1.   | 1.   | kizárva | 2.   |
| C2 500m     | -       | 1.   | 1.   | 1.      | 1.   |
| C1 U23 200m | -       | 1.   | 1.   | 3.      |      |
| C2 U23 500m | -       | 1.   | 1.   | 2.      |      |
| C1 ifi 200m | kizárva | -    | -    | -       |      |

## Díjai, elismerései
- Sztehlo Gábor ösztöndíj (2011)
- Az év magyar női kenusa (2011, 2012, 2015,[12] 2017,[13] 2019[14])
- MOL Tehetségtámogató Program Sport (2012, 2013, 2014)